# Sommer-OL 1976
Sommer-OL i 1976 i Montreal var kendetegnet af dårlig planlægning, strejker og rod i økonomien. Da legene begyndte, var der stadig synlige byggekraner mange steder. Det olympiske stadion er nu berømt for at være af meget ringe kvalitet. Taget kom først på 12 år efter legene sluttede.
22 afrikanske lande boykottede legene, fordi New Zealand var med. Deres synd var, at deres rugbylandshold havde spillet i Sydafrika.
Den 14-årige rumæner Nadia Comaneci stjal billedet fra Münchens darling Olga Korbut. Comaneci vandt tre guld, en sølv og en bronze, men hun er mest husket for sin score – syv gange fik hun maksimumscoren – 10.
Danmark vandt guld i sejlsport og to bronze i cykling. Sejlsportskonkurrencerne blev afholdt i Kingston, Ontario. 

## Boksning
Den olympiske bokseturnering blev afviklet fra den 18. til den 31. juli. Turneringen blev en stor succes for de amerikanske boksere, der havde skuffet så voldsomt ved det foregående OL i München. USA blev klart bedste nation, og hentede 5 guldmedaljer, en sølv og en bronze. Vindernationen fra München, Cuba, blev næstbedste nation, men måtte ”nøjes” med 3 guld, 3 sølv og 2 bronze. USSR skuffede, da det ikke blev til én eneste guldmedalje, men kun 1 enkelt sølv og 5 bronzemedaljer. 
Den amerikanske dominans blev sat i relief, da amerikanske boksere i tre af finalerne mødte cubanske boksere, og vandt alle opgør. De amerikanske guldmedaljer blev vundet af Leo Randolph (fluevægt), Howard Davies (letvægt), Sugar Ray Leonard (let-weltervægt), og brødrene Michael og Leon Spinks (mellemvægt og letsværvægt). Howard Davies blev kåret som turneringens bedste bokser. 
Sværvægtstitlen blev atter vundet af cubaneren Teófilo Stevenson, der på sin vej til finalen, blev den eneste cubaner, der vandt over en amerikaner, da han slog den senere professionelle verdensmester John Tate ud i 1. omgang. Stevenson vandt samtlige sine kampe i turneringen før tid. 
Danmark stillede med tre deltagere. I letvægt tabte Hans Henrik Palm 5-0 efter en fornem indsats mod den verdensmesteren Vassily Solomin, USSR. I weltervægt trådte Ib Bøtcher direkte ind i turneringens 3. runde, hvor han mødte Puerto Ricaneren Carlos Santos og tabte 5-0. Bedre gik det ikke Poul Erik Frandsen, der også tabte sin første kamp 5-0 til jugoslaven Tadija Kacar i let-mellemvægt.

## Danske deltagere
- 60 mænd
- 11 kvinder

## Danske medaljetagere
Tekst mangler, hjælp os med at skrive teksten

## Guld
- Valdemar Bandolowski, Erik Hansen og Poul Jensen (Sejlsport, Soling)

## Sølv
- Ingen

## Bronze
- Niels Fredborg (Cykling, 1000m på tid)
- Verner Blaudzun, Gert Frank, Jørgen Emil Hansen og Jørn Lund (Cykling, hold-landevejsløb)

## Andre danske resultater
Udvalgte resultater:
- Atletik
  - Jesper Tørring deltog i højdespring, og med et spring på 2,16 m i kvalifikationen kom han i finalen. Her sprang han 2,18 m, hvilket gav en 8. plads.
  - Jørgen Jensen deltog i marathonløb og opnåede en tid på 2:20:44, hvilket gav ham en 28. plads.
- Bueskydning
  - Arne Jacobsen deltog i den individuelle konkurrence. Han skød 2.334 point, hvilket gav en 25. plads.
- Mixed rapid fire-pistol, 25m, Kell Runland, deltog i den individuelle konkurrence. Han skød 587 point, hvilket gav en 15 plads, kun 10 point fra OL-Guld.